# Castello dello Sperone
Il Castello dello Sperone è una fortificazione eretta nella prima metà del XIII secolo a difesa della città di Savona.

## Caratteristiche
Il castello fu eretto sulla collina di Monticello intorno al 1227 nel punto dove convergevano le mura provenienti dal porto con quelle che difendevano la città verso la piana del Letimbro. Fu rimaneggiato nel 1441 e nel 1527, quando i genovesi lo rafforzarono sul lato di nord-ovest per adattarlo alle nuove armi da fuoco. Posto specularmente alla ben più imponente fortezza del Priamar, fu abbandonato verso la fine del XVII secolo. Sopravvive il massiccio profilo delle mura perimetrali, mentre gli edifici interni (compreso il torrione di cui si ha testimonianza in disegni d'epoca) furono abbattuti nel XIX secolo per costruirvi una villa.
Lungo il crinale che, passando sopra l'attuale galleria del Garbasso, discende verso la Torre Leon Pancaldo, sono ancora visibili alcuni tratti dell'ultima cinta muraria, edificata tra il 1317 e il 1330. In particolare sopravvive, anche se murata e in parte interrata,  la  porta Forìa o  porta di Monticello, dalla quale si snodava la strada che collegava Savona con l'entroterra. Le mura e i resti del castello non sono visitabili perché rientrano in terreni privati.